# Международная комиссия по расследованию голода на Украине
Международная комиссия по расследованию голода 1932—1933 гг. на Украине (англ. International Commission of Inquiry Into the 1932–1933 Famine in Ukraine) — комиссия, созданная в 1980-е годы по инициативе Всемирного конгресса свободных украинцев для изучения и расследования массового голода на Украине в 1932 — 1933 годах.
Доклад Комиссии был представлен и опубликован в 1990 году.

## Причина создания
Дискуссия вокруг фактов, свидетельствующих о намеренно спланированном голоде на Украине в 1932-33 гг., явилась причиной создания Комиссии как неправительственного органа, в основу которого положена структура проекта Устава Комиссии по расследованию, одобренная на 60-й конференции Ассоциации международного права, проходившей в Монреале (Канада) 29 августа — 4 сентября 1982 года.

## История Комиссии и её мандат
Комиссия создана по инициативе, предпринятой в 1984 г. Всемирным конгрессом свободных украинцев, который обратился к ряду юристов и учёных-правоведов во всем мире с просьбой принять участие в расследовании голода, по сообщениям имевшего место на Украине в 1932—1933 гг. Среди давших согласие были: полковник Джеральд И. А. Д. Дрейпер, профессор права в Сассекском университете (Великобритания), бывший прокурор на Нюрнбергском процессе; профессор Джон П.Хамфри, Макгилский университет (Канада), бывший директор отдела прав человека Секретариата ООН (1946—1966); профессор Жорж Левассёр, Парижский университет, бывший член комиссии по пересмотру французского уголовного кодекса (1981—1986); профессор Риккардо Левене, Буэнос-Айресский университет (Аргентина), бывший председатель апелляционного суда, ныне президент верховного суда Аргентины; профессор Ковсй Т. Оливер, Пенсильванский университет (США), бывший посол в Колумбии, профессор Джейкоб В. Ф.Сандберг, Стокгольмский университет (Швеция); профессор Джо Верховен, Католический университет Лувэна (Бельгия).
Организационное совещание членов Комиссии состоялось в Торонто (Канада) 12 февраля 1988 г.

## Организация и гарантия независимости Комиссии
На организационном совещании было признано настоятельно необходимым полностью отделить Комиссию от истца — Всемирного конгресса свободных украинцев, чтобы иметь независимые от него источники финансирования, основанные на сборе средств среди украинской диаспоры, разбросанной по всему миру; Комиссии надлежало также сохранять независимость в административном отношении.
Созданная 14 февраля 1988 г., Комиссия провозгласила себя независимым и самогенерирующим органом, свободным в установлении своей компетенции. Поле деятельности и Правила процедуры были определены Комиссией в этот же день, как и название: Международная комиссия по расследованию голода 1932—1933 гг. на Украине.

## Попечительский фонд
14 февраля 1988 г. было принято решение создать попечительский Фонд Комиссии, а также образовать финансовый комитет для управления этим фондом. Юридическая фирма г-на Денниса Морриса в Торонто (Канада) согласилась быть попечителем Комиссии вместе с г-ном Сандбергом и г-ном Хантером в качестве дополнительных служащих Фонда. Члены комиссии не получали зарплаты, однако им положены суточные за каждый день заседания.

## Участие представителей Советского Союза
Дабы гарантировать непредвзятость и независимость Комиссии было признано необходимым также предоставить Советскому Союзу возможность участвовать в слушаниях. Письмом от 13 февраля 1988 г. исполнительный председатель Комиссии пригласил председателя Совета Министров СССР г-на Н. Рыжкова содействовать направлению на её заседания соответствующих государственных служащих, лица и группы лиц из СССР. В интересах соблюдения исторической точности Комиссия запросила также разрешение на доступ к определённым архивам и публичным материалам в СССР. Непосредственно от Рыжкова ответ так и не пришёл. Лишь первый секретарь Посольства СССР в Канаде г-н Юрии Богаевский по получении копии этого письма предложил Комиссии свои комментарии, содержащиеся в письмах от 1 марта 1988 г. и 23 января 1989 г.

## Генеральный адвокат
Для сбалансирования слушаний и с целью усиления непредвзятости и независимого характера Комиссии была учреждена должность генерального адвоката. Имелось в виду создать определённый противовес при слушании истца и его адвоката, тем самым придавая слушаниям характер не столь инквизитивный, сколько состязательный. Генеральный адвокат, таким образом, является в определённом смысле оппозиционной стороной равно, как и следовательно, в значительной степени должностным лицом sui generis (своеобразным, особенным, лат.) от него ожидается представление Комиссии с совершенной беспристрастностью и независимостью обоснованных выводов и предложений. Комиссия заслушивает генерального адвоката, прежде чем примет решение по любому спорному вопросу, рассматриваемому на заседании. Решением Комиссии от 14 февраля 1988 г. пост генерального адвоката, одновременно с утверждением круга его обязанностей, был предложен профессору Яну А.Хантеру (Университет Западного Онтарио, Лондон, Онтарио).

## Работа Комиссии
Комиссия действовала по образу и подобию своих предшественниц — английской королевской и американской президентской Комиссий. Свидетели давали показания под присягой и каждый из них подвергся перекрёстному допросу со стороны Генерального адвоката Комиссии. Главными адвокатами истца, Всемирного конгресса свободных украинцев, были Иван Сопинка и Василь Либер. Ответственность за подготовку доказательств со стороны истца нёс д-р Юрий Данилив — Президент Палаты Украинских адвокатов Канады. Комиссия дважды проводила слушания: 23-27 мая 1988 г. в отеле «Европа» в Брюсселе и 31 октября — 4 ноября 1988 г. в отеле «ООН Плаза» в Нью-Йорке. На этих слушаниях стороны — истец и генеральный адвокат предоставили показания и доказательства. Заключительное совещательное заседание проходило 15-18 ноября 1989 г. в отеле «Кенсингтон Хилтон» в Лондоне (Великобритания).

## Окончательные результаты работы Комиссии
По решению Комиссии окончательный итог её работы должен быть обнародован в следующей форме:
- отпечатанный протокол всех слушаний и документов с алфавитным указателем для использования впоследствии учёными и Другими заинтересованными лицами во всем мире;
- отпечатанный окончательный отчёт, излагающий мнение Комиссии, а также возможные противоположные и/пли совпадающие мнения членов Комиссии. Окончательный отчёт решено составить в двух оригиналах. Один — для Представления Генеральному секретарю ООН, другой — для представления председателю Парламентской Ассамблеи Совета Европы.

## Документарный материал для работы Комиссии
Материал в основном состоит из книг и исследований, посвящённых событиям 1932—1933 гг., которые были написаны в последние 20 лет и официально представлены истцом. К упомянутым работам научного характера необходимо добавить различные статьи из периодической печати, а также отчёты или даже переписку нескольких дипломатических миссий, аккредитованных в то время в Москве, и некоторых консульств, открытых на Украине.
Некоторых авторов (Конквест, Луцюк, Мейс, Славутич) Комиссия выслушала непосредственно на своих заседаниях в Брюсселе и Нью-Йорке, дабы удостовериться, что данные источники заслуживают доверия.

## Итоги деятельности
Изучив данные о сокращении населения в переписях советского населения до и после голода дали ей возможность сделать вывод, что Украина потеряла более 3 млн своего населения и ещё минимум 3 млн — потери в национальном приросте населения. В то же время в тех же условиях соседние республики получили прирост населения: Россия +28 % и Белоруссия + 11,2 %.

Голод: Факты 
А. Подавляющие свидетельства — существование голода на Украине примерно с Августа-сентября 1932 по июль 1933 более не подлежит сомнения

Б Продолжительность голода
а)  голод начался в конце лета 1932 достиг своего пика к началу весны 1933 г.
… решающий удар был нанесён в июле 1932, когда Москва спустила планы сдачи зерна в 7,7 миллиона тон…
б) география  

12. Как следует из материалов полученных комиссией а также из предоставленных ей исследований голод охватил всю без исключения территорию в рамках политических границ Украинской республики.

13. Голод не ограничивался Украиной. В 1932-33 он также обрушился на другие районы Советского Союза, в основном на Казахстан, районы Дона и Кубани, Северный Кавказ на районы в бассейне Волги и некоторые части Западной Сибири.
«… казаков стали принудительно записывать русскими или украинцами в зависимости от происхождения»

 14. Хотя голод распространился в основном на Украине или на территориях с большинством украинского населения, несомненно, что среди его жертв были и другие регионы с неукраинским этническим большинством; очевидно голод достиг наибольшей остроты в Казахстане. Далее, не имеется или имеется мало фактов о том, что территории с русским большинством страдали от голода.
У нас нет объяснения, почему территории с русским населением избежали голода. Ведь десятью годами ранее в 1921-22 голод не пощадил их.
в)Количество жертв 
16. …Комиссия не видит смысла описывать все доступные методы которые можно было бы использовать и которые были предоставлены вниманию. Необходимо лишь заметить, что с целью оправдания с оценок все самые надёжные эксперты пользовались демографическим методом, основанном на анализе результатов переписи населения проводившейся в Советском Союзе до начала и после окончания лода. В этом отношении особенно ценными являются две переписи Первая проводилась в 1926 г., то есть за шесть лет до начала голода; по её результатам из 147,027,900 человек, проживающих в СССР, население Украины составляло 31,195,000 человек. Вторая перепись была проведена в 1939 году т.е через шесть лет после окончания голода это* Согласно результатам этой переписи на Украине проживало 28,111,99 из общего населения СССР- 170577,100 человек. Население Украины следовательно уменьшилось за 13 лет на 3084 000 человек или 9,9 %.

17. Для установления приемлемой оценки количества жертв голода основные данные, полученные путём сравнения результатов двух переписей, должны быть скорректированы относительно нескольких факторов, таких как общий рост населения и число жертв раскулачивания.

Комиссия не в состоянии сделать выбор между той или иной цифрой. Ясно, однако, что количество жертв голода на Украине составило по крайне мере 4,5 млн, чего никто не отрицает.

В. Причины голода 
19. Чрезмерные заготовки зерна (б) в июле 1932 г. явились прямой причиной голода, разразившегося на Украине той осенью.
Согласно утверждению истца, более глубокие корни следует искать в принудительной коллективизации сельского хозяйства (в) и в раскулачим проводившемся советскими властями в течение многих лет; а также в желании центрального правительства дать бой традиционному украинскому национализму.
б) Заготовки зерна 
Поставки зерна, спущенные Украине в июле 1932 г. являются непосредственной причиной голода, разразившегося двумя месяцами позже. Ранее уже подчёркивалось, что уровень заготовок был слишком высок, и, в отсутствие помощи извне, это неминуемо вело к драматическим нехваткам продовольствия.

26… По мере распространения беспорядков власти вызывали войска для охраны складов. Солдаты, обычно русские или, по крайне мере, не украинцы, не колеблясь пускали в ход оружие.
Из последующих свидетельств вытекает, что эти склады и другие хранилища были буквально переполнены зерном, которое сгнивало, несмотря на отчаянную нехватку продовольствия у местного населения.

27. …Особого упоминания заслуживает указ от 6 декабря 1932 г в соответствии с которым составлялись «чёрные» списки (чёрные доски) деревень, считавшихся виновными в саботаже… 15 декабря эта мера была распространена на 88 районов из 358, существовавших на Украине на то время… Жители этих районов в массовом порядке депортировались на север.

28. Ссылаясь на исследования В.Голубничего, И.Сопинка в своём выступлении заявил, что в 1936 году 38 % всего объёма заготовок зерна приходилось на Украину, в то время как её объём производства составлял 27 %.
Такая диспропорция могла бы быть объективно оправдана, однако истец считает её показателем стремления нанести вред именно Украине.

в)Коллективизация 
…Те из 25-ти тысячников, кого посылали на Украину, в своём большинстве были русскими, или по крайне мере не украинцами, — фактор, который мало способствовал доверию со стороны местного населения. Начиная с 1930 им оказывали помощь миллионы солдат и рабочих, временно направленных властями в деревню.
г) Раскулачивание 
На Украине кулаки (куркули) находились в самом центре социальной жизни… Дело в том, что кулаки являлись наиболее характерными представителями украинского народа, сохранившими его язык, культуру и устои, особенно религиозные, именно среди кулаков национальное чувство было наиболее сильным, наиболее широко распространёнными.

39. …Кроме того на Украине было уничтожено от 300000 до 500000 кулаков.
Д) Денационализация 
Большинство бывших лидеров национального движения, в частности президент Грушевский и премьер-министр Голубович были арестованы в феврале 1931 по обвинению в заговоре «Украинского национального центра»
…При руководстве Павла Постышева на украинцев обрушились смертельные удары голода, который поразил Украину осенью 1932. Постышева назначили секретарём ЦК Компартии Украины в январе 1933 г. Вскоре он стал самой могущественной фигурой на Украине. Постышев быстро покончил с политикой украинизации поставив республику под прямой контроль Москвы.
Без каких-либо уступок в пользу национальной идентичности людей началась политика русификации…

е) Выводы 
45. Как уже было заявлено Комиссией, нет сомнений в том, что непосредственной причиной голода 1932—1933 гг. являлись заготовки зерна, навязанные Украине, начиная с 1930 г. Требуемые квоты были явно чрезмерными, и осенью 1932 г. украинские крестьяне обнаружили, что у них не осталось запасов продовольствия, чтобы защититься от голода. В отчаянных поисках продовольствия первой реакцией крестьян было использование в пищу зерна из посевного фонда следующего года.
Это ещё в большей степени ухудшило их шансы преодолеть чрезвычайную нехватку продовольствия.
Также не подлежит сомнению, что ужасные последствия заготовок зерна стали ещё более пагубными в результате общего положения, царившего на Украине, где советские власти старались проводить насильственную коллективизацию сельского хозяйства, ликвидировать кулаков и подавить центробежные тенденции, которые угрожали единству Советского Союза. Хотя названное не является единственной причиной голода, последовавшие беспорядки и несправедливость неизмеримо увеличили катастрофическое последствие неурожая зерновых.

Это несчастье можно интерпретировать как серию трагически совпадений, но истец, поддерживаемый многими свидетелями и экспертами, идет значительно дальше. Он фактически осуждает советские власти за организацию голода с целью обеспечения своей политики, даже ценой неописуемых страданий людей. По утверждению истца, коллективизация, раскулачивание и Денационализация выражали в разных формах определённое намерение властей уничтожить украинскую нацию, а голод был последним, особенно отвратительным, средством осуществления этой политики.

Голод определённо был вызван искусственно в том смысле, что его непосредственные причины лежат в человеческом поведении. Самым главным фактором здесь являются заготовки зерна, а не климатические условия или природные катастрофы, такие, например, как землетрясение. Означает ли это, что голод действительно явился следствием «человеческого», тщательно разработанного плана? Данный, вопрос более сложен, чем это может показаться с первого взгляда

 46. Логически не существует определённой связи между заготовками зерна, коллективизацией, раскулачиванием и денационализацией.	 
Комиссии не было представлено свидетельств взаимозависимостями причин либо их независимого существования. Без глубокого изучения советских архивов трудно дать категорический ответ. Тем не менее, но весьма вероятно, что применявшиеся в то время упомянутые методы, были частью одного плана, как можно серьёзно полагать, что эти методы, применявшиеся одновременно, не преследовали общей цели если она не была направлена в конечном счёте на благосостояние общества и его членов? Это был бы неожиданный вывод. Представляется более вероятным, что эти методы явились следствием намерения советских властей достичь прогресса в построении коммунистического Общества, применяя политику, которая была естественным продолжением марксистской идеологии. Тщательное исследование этого вопроса может доказать, что это не так, когда все сказано и сделано. Однако, учитывая все элементы свидетельств, представленных Комиссии, можно заявить, что ничто не подтверждает подобную точку зрения. Поэтому Комиссия полагает, что, по всей вероятности, закупки зерна, коллективизация, раскулачивание и денационализация преследовали общую, если не единственную цель, и не могут быть отвергнуты при анализе причин голода.
47. Говорит ли это о том, что советские власти в действительности приняли стратегию организации голода с целью добиться своих политических целей, как это утверждалось выше?
Свидетельства, которые могли бы неопровержимо доказать существование такого преступного намерения, должны носить совершенно исключительный характер. Вряд ли можно ожидать, что существуют письменные свидетельства намерений Сталина обречь народ на голодную смерть с целью воплощения своей политики. В подобных обстоятельствах доказательство обычно основывается на различных сходящихся признаках, при условии, что они достаточно убедительны и несомненно устанавливают наличие либо отсутствие заранее разработанного плана. Комиссия вновь выражает своё сожаление по поводу неучастия в исследовании советских и украинских властей. Их сотрудничество дало бы возможность Комиссии решительно продвинуться вперёд в поисках истины, особенно в отсутствие опубликованных материалов из официальных архивов Советского Союза и Украины. Это, очевидно, усложняет задачу Комиссии.

 Тем не менее к её удовлетворению было установлено пять фактов: 

I.  Не подлежит сомнению, что Украина была тяжело поражена голодом в 1932—1933 гг. и что украинские и советские власти знали о страшных нехватках продовольствия для населения.
Возможно, что детали положения в каждой из областей не были известны властям. Однако ясно, что власти не могли находиться в неведении относительно фактов, связанных со страшным: голодом на Украине, например таких как, проблема избавления от трупов.

 Для самих украинских властей это очевидно: каким образом они могли искренне заблуждаться о масштабах опустошений которые принёс голод? Основные руководители должны были обладать информацией о страшных страданиях людей, некоторые из них признали с определённостью этот факт в более поздний период. Голод не мог застать правящие круги врасплох, поскольку М.Скрипник привлёк их внимание к вызывающим большое беспокойство зерновым резервами на Третьей Всеукраинской конференции в июле 1932.

Молотов и Каганович представляли политбюро на конференции и их присутствие наводит нас на мысль о том, что Москва с самого начала знала об угрозе голода на Украине, который стал реальностью осенью 1932 г. С учётом всех изложенных фактов многократно подтверждается, что Сталин был должным образа осведомлён о преобладающей на Украине критической ситуации из-за нехватки продовольствия. 

Роман Терехов, первый секретарь Харьковского областного комитета партии (до его замены П.Постышевым) лично информировал Сталина во время январского пленума ЦК 1933 года. Тридцатью годами позже он дал об этом исчерпывающую статью в «Правде». Фёдор Раскольников (Черноморский флот) Иона Якир, командующий Киевским военным округом, направили Сталину официальные письма протеста и просили о помощи. Если доказательств все ещё не достаточно, то можно сослаться на свидетельства, говорящие о вполне откровенных докладах ОГПУ по этому вопросу. Вне всякого сомнения, другие члены политбюро были формированы. Н.Хрущёв в своих мемуарах не скрывает этого факта. Существует также отчёт Демченко, руководителя Киевского областного комитета партии, Микояну о прибывшем в Киев эшелоне, набитом трупами, которые подбирались на протяжении всего пути от Полтавы.

II. 	Также не подлежит сомнению, что, зная о драматическом положении на Украине, советские власти воздержались от направления какой-либо помощи до лета 1933 г. Они позволили голоду охватить Украину, что вело к все большим и большим опустошениям в течение десяти месяцев; не предпринимались действия для устранения тяжких последствий даже с опозданием, как это было сделано десятью годами ранее во время голода 1921—1922 гг. Признано, что кроме поставок семенного фонда в счёт следующего урожая (это имело место в начале 1933 г.) власти не направляли никакой продовольственной помощи умирающим от голода в то время, сак СССР продолжал экспортировать зерновые. Более того, не была востребована помощь из-за границы. Напротив, под предлогом отсутствия недостатка продовольствия, они выступали против вмешательства различных неправительственных организаций (их представительства были открыты на территории Украины, а затем переведены в Польшу), которые стремились направить продовольственную помощь самостоятельно. Например, власти не удосужились ответить на обращение Межрелигиозного Комитета помощи, созданного в Вене кардиналом Иннитцером и руководимого Е. Амменде, генеральным секретарём Европейского комитета национальностей. Похоже, что направление сертификатов определённым лицам через аппарат торгсина были единственным средством, с помощью которого эти агентства могли оказывать помощь в бесконечно малых масштабах. 

Тот факт, что склады торгсина ломились от продовольствия, в то время как число жертв голода было огромно, свидетельствует об отказе властей в помощи голодающим.

III. 	Советские власти принимали различные меры юридического характера, которые увеличивали гибельные последствия голода, перекрывая какой-либо доступ людей к продовольствию и запрещения покидать регион, поражённый голодом. Среди этих мер стоит упомянуть следующие:
 

-указ от 7 августа 1932 г. о защите социалистической собственности запрещал людям под угрозой сурового наказания брать гниющее на складах или просто под открытым небом на железнодорожных станциях продовольствие, необходимое для выживания;

- указы от 13 сентября и 17 марта 1933 г. о закреплении крестьян за землёй запрещали крестьянам покидать колхозы в поисках другой работы, если у них не было контракта, гарантированного и одобренного колхозным руководством;

- указ от 4 декабря 1932 г. создавал систему внутренних паспортов, запрещавшую передвижение жертв голода без разрешения. Соответственно крестьяне, которые, чтобы вырваться из тисков голода, пытались покинуть Украину, возвращались назад.
Ясно, что эти меры могут быть оправданы по причинам, не связанным с намерением усугубить ситуацию с голодом. Любая цель повсеместного обеспечения правопорядка могла быть использована для оправдания любой из этих мер, взятых в отдельности. Отсюда следовательно, нельзя заключить, что советские власти действовали со злым умыслом. Даже если это так, то упомянутые меры имели явные очень плохие последствия для населения. Власти не только не предоставили помощи, но и ухудшили ситуацию, ограничив возможности для выживания людей. Можно возразить, что это непрямое следствие не было вызвано намеренно. По крайней мере его невозможно было проглядеть. Данный факт усиливает ответственность тех, кто позволил голоду разразиться и распространиться на Украине.
IV.  Согласно свидетельствам, представленным Комиссии, выясняется, что городам и посёлкам в большинстве удалось избежать голода, как и местным сельским властям, ответственным за обеспечение поставок зерна и проведение коллективизации.
Так же очевидно, что среди горожан было много не украинцев, а сельскую власть часто представляли русские. 

V.  Это правда, что советские власти в то время отрицали существование какого-либо голода на Украине и что. несмотря на все доказательства обратного, продолжали отрицать голод в течение более пятидесяти лет. Исключение составляет личное признание Хрущёва.
Политика отрицания объясняет применение санкций против лиц, ответственных за перепись населения 1937 г.; они были виновны в слишком откровенном показе огромного дефицита населения на Украине.

Говорят ли эти данные о преднамеренном, тщательно подготовленном плане удушения голодом Украины? В представленных Комиссии документах ничто не указывает на существование подобного плана. Это, как видно, также не подтверждается серьёзными свидетельствами, кроме, разве что заявлений слишком общих, чтобы считаться надёжными. Возможно, что такая чудовищная личность, как Сталин, могла породить самую безумную политику. Однако, с учётом имеющейся в её распоряжении в настоящее время информации, Комиссия не в состоянии подтвердить наличие преднамеренного плана организации голода на Украине с целью обеспечения успеха политики Москвы.

Отсутствие предопределённой стратегии не означает, что голод был просто случайным следствием неудачного взаимодействия методов, направленных на уничтожение украинского народа. Комиссия предполагает, что советские власти, не очень желая голода, скорее всего использовались им, чтобы вынудить крестьян принять политику, которой те резко сопротивлялись. Поскольку голод оказался мощным оружием, власти прибегли к нему, несмотря на цену, заплаченную за то украинским народом. Именно таким был вывод итальянского посла, писавшего в телеграмме (11 июля 1933 г.) своему министру иностранных дел: «Правительство в высшей степени умело воспользовалось голодом в качестве оружия». В недалёком будущем можно будет неопровержимо установить, — когда, например, будут изучены архивы сталинских времён, — задумывал ли Сталин с самого начала безумную программу удушения голодом Украины или, наоборот, поведение властей в начале голода осенью 1932 г. явилось результатом их беззаботности и неопытности.

Все факты, представленные Комиссии, тем не менее говорят о том, что по всей вероятности Сталин и его соратники стремились максимально использовать голод и покончили с ним как только он сослужил свою службу.

48. Неоспоримо, что голод распространился за пределами Украины; бассейн Волги и Северный Кавказ были особенно поражены нехваткой продовольствия. Равно ясно и то, что заготовки зерна коллективизация и раскулачивание осуществлялись, не ограничиваясь
исключительно Украиной. «Деукраинизация» сама по себе есть не что иное как украинский вариант более распространённой политики возобновления контроля над другими национальностями в то время, когда стала очевидной угроза единству Советского Союза со стороны «украинизации».

Означает ли это, что обстановка на Украине ничем особо не отличалась? Это было бы преувеличением.

Масса собранных Комиссией свидетельств не оставляет сомнений в намерении советских властей осуществить на Украине и на территориях с преимущественно украинским населением быстрее, чем в других регионах политику, предназначенную для всех. Этот вывод подтверждается сравнением ситуации каждой из советских республик и, таким образом, предохраняя от поспешного отождествления судьбы украинских крестьян с судьбой советского народа в целом. Этот особый подход мог быть оправдан
объективными причинами, включая страх перед тем, что украинские «наационалистические отклонения» вызовут систематическое сопротивление приказам Москвы. Этот особый подход являет неопровержимым фактом.
Более чем вероятными представляются усилия советских властей на Украине и в других местах, направленные на преодоление	«мелкобуржуазного» национализма, который в длительной перспективе угрожал стабильности Советского Союза. В принципе это легко можно понять. На Украине действительно существовал риск сепаратизма где, если учитывать успех политики «украинизации» в районах, где национальные чувства были традиционно очень сильными. Эта тенденция, вероятно, объясняет масштабы вмешательства Москвы, если не её методы, начиная с 1930 г. Комиссия не считает, что голод 1932—1933 т систематически организовывался с целью раз и навсегда уничтожить украинскую нацию. Тем не менее, Комиссия придерживается мнения о том, что советские власти добровольно использовали голод для успеха своей политики денационализации. Важно, что, говоря в общем, голод на Украине пощадил города с преобладающим неукраинским населением; подобным же образом в сельской местности, где свирепствовал голод, не пострадали местные власти (в большинстве своём русские), ответственные за заготовку зерна, насильственную коллективизацию сельского хозяйства и раскулачивание.
Г. Последствия голода 
49. Прямым последствием голода 1932—1933 гг. на Украине явились разрушительный урон, нанесённый ранее зажиточным районам, и ужасные страдания украинского народа…
Д. Голод — ответственность 

50.	Международная Комиссия по расследованию голода 1932—1933 гг. на Украине неоднократно подчёркивала, что она не являете: судом, и менее всего судом уголовным. Однако, Комиссия, согласно своим полномочиям, должна сформировать рекомендации «относительно ответственности за голод». Точное значение этих слов не было объяснено иным образом. Комиссия полагает, что на основании этого она должна рассмотреть вопрос том, могут ли факторы, которые привели к трагедии, быть приписан определённым лицам; и далее — можно ли считать действия этих ли моральными и законными. Во время дебатов и особенно в заключительном слове адвоката истца В.Либера, эсквайра, было выдвинуто обвинение в геноциде.

Вменение в вину. 

51.	Поскольку голод был вызван искусственно, то есть не возник
результате исключительно естественных причин (засуха, извержение вулкана, например), является очевидным, что в его основе лежат человеческие поступки, которые должны быть неизбежно приписаны определённым лицам, какой бы не была их роль, сознательная или нет, намеренная или нет, в усилении нехватки продовольствия, что неизбежно намеренная или нет, в усилении нехватки продовольствия, что неизбежно вело к голоду.

Как указывается в докладе, ответственность за голод почти всегда лежит на руководстве Советского Союза.
Оно часто декретировало различные меры — прежде всего заготовки зерна, — приведшие к голоду. Когда разразился голод, это же самое руководство воздержалось как от предоставления помощи голодающим, так и от поисков источников такой помощи.
У Комиссии нет сомнений относительно упомянутой ответственности. Здесь речь не идёт о том, были ли власти организаторами голода или пытались использовать его; достаточно того, что голод возник и усугубился как обычное следствие принятых ими мер. 

52. В общем, это те власти, которые определяли и применяли на центральном, областном и местном уровнях различные меры, которые провоцировали голод и усугубили его. Мы говорим и о представителях обычной административной власти так же, как и о других официальных лицах, составлявших Коммунистическую партию Советского Союза. Широко известна решающая роль этой партии в организации и руководстве Советским Союзом, голод 1932—1933 гг., очевидно, не является исключением из правила, иллюстрирующего роль партии в трагических событиях, постигших Украину.
К этим властям принадлежат все те, кто в различных эшелонах советского общества осуществляли меры, которые за десять месяцев привели к нехватке продовольствия на Украине. Это местные и центральные власти, республиканские и союзные. Очевидно, что местные власти не могут быть освобождены от ответственности на том основами, что они действовали по приказу и под контролем Москвы. Они могли быть не в состоянии сопротивляться повсеместному осуществлению на Украине мер, приведших к голоду, даже путём их смягчения. Некоторые представители властей тщетно пытались делать все, что могли для смягчения упомянутых мер, и, в результате, подвергались наказаниям за неподчинение. 

53. …
Весь доступный материал — свидетельства, документы, исследования, вменяют главную ответственность И.Сталину. Именно на нём лежит вся полнота ответственности за голод 1932—1933 гг. на Украине. Голод явился результатом политики, инициатором которой стал Сталин, окончательно захвативший власть в Советском Союзе после смерти Ленина и смещения своих соперников. Сталин не мог не знать о голоде, поскольку ему многократно докладывалось о сложившемся положении.

 Его вина усугубляется отказом в предоставлении помощи  украинскому населению до июля 1933 г., а также попытками вначале  использовать голод для того, чтобы навсегда навязать свою политику   непокорному крестьянству. Как уже подчёркивала Комиссия, она не   располагает неопровержимыми доказательствами этих чудовищных   расчётов. Фактом остается, однако, то, что в течение десяти месяцев Сталин не предпринимал ничего для облегчения страданий, причинённых Украине его политикой. И этого достаточно, чтобы возложить на него всю тяжесть ответственности. Было бы правильным считать, что эту ответственность должны разделить и другие члены Политбюро. Точную роль этих лиц нелегко определить. Она кажется менее значимой, чем можно ожидать. В то время Сталин осуществлял абсолютный контроль над политбюро. Он без колебаний устранял тех, кто пытался ему возражать, например, в вопросе раскулачивания.

… Как уже отмечалось Комиссия не имеет серьёзных свидетельств о том, что голод был действительно организован властями с целью определённого осуществления их политики. В этом смысле голода не желали, даже если власти преследовали политические цели, результатом которых он являлся.

60. Отсутствие обратной силы уголовных законов- общепринятый и широко применимый общий принцип… Это правило применимо к конвенции от 9 декабря 1948 о предотвращении и наказании за геноцид как и по любой другой карательной статье. И все же в данном случае оно не годится.

62. …Комиссия полагает оправданным своё мнение о том, что геноцид против украинского народа имел место и противоречил действовавшим в то время нормам международного права.

Итоговый материал Комиссии дополнялся разделом Особые мнения членов комиссии 
в котором более подробно были рассмотрены такие пункты: « Определение геноцида», «определение преступления против человечности», «основные причины голода», «помощь не пришла», «ничего не предпринималось», «попытка уничтожить украинскую нацию», «факт существования голода и его размеры», «причина или причины голода», «как голод отразился на Украине и её народе», «преступление геноцида».
Они выдержаны в общем ключе.

«Деревни были отрезаны от городов и железнодорожных станций. Спустя некоторое время Украина оказалась отрезанной от других регионов страны, а затем и от всего мира. Все было нацелено на разрушение социальной базы Украины — сельского хозяйства. Целью русских было её уничтожение посредством коллективизации.»
« 22 Политика в области экспорта»
В этот период зерно, по сути, стало основной статьёй экспорта из СССР. Экспорт зерна в составлял в 1929 г. — 2,6, 1930 г. — 48,4, 1932 г. — 51,8, 1933 — 17,6 г а в 1934 — 8,4 миллионов центнеров…"

Интересен с точки зрения событий связанных с направлением внешней политики Украины 2005—2007 годов и такой раздел «Особых мнений».

Геноцид	

35. Факты о геноциде в свете права

Г-н Сопинка, представитель истца, предъявил иск следственной комиссии, что согласно определению Конвенции по предотвращению и наказанию преступлений геноцида, голод следует расценивать как геноцид.

Г-н Либер, сменивший г-на Сопинку заявил по этому пункту, что комиссия располагает достаточными данными что бы вынести приговор пользу того факта, что имевшее место в 1932—1933 году было актом геноцида. Он потребовал, чтобы Комиссия вынесла этот приговор:

Генеральный адвокат выступил против, приведя следующие доводы

«(1) Во время событий, рассматриваемых Комиссией, Конвенции по геноциду не существовало;

(2)	Статьи IV и VI Конвенции чётко ограничивают ответственность лиц, должностных или частных индивидуумов, невзирая на государства.

(3)	Статья VI определяет процедуру рассмотрения заявлений о
геноциде, но данная процедура неприменима у следственной комиссии, и следовательно, комиссия не обладает полномочиями выносить приговоры по геноциду;

(4)	Документальные данные не подтверждают заключение о геноциде, как оно определено в Конвенции. Точнее нет свидетельств относительно намерения уничтожить национальную, этническую, расовую или религиозную группу.

То, что произошло было скорее войной, это была классовая война направленная
против экономического класса, крестьян, а не против этнической или расовой группы. Если бы это было по другому, голод был бы ограничен Украиной.»

В соответствии с нашей терминологией, следственная комиссия обязана рассмотреть показания и представить заключение по ряду пунктов. Естественно, что подобное заключение должно быть изложено в общих терминах. Я полагаю, что использование в подобных заключениях терминологии Конвенции по геноциду не вызовет затруднений.
Все мои прошлые выводы полностью совпадают с тем, что именно в конвенции по геноциду называется геноцидом. Однако целью следствия (в нашей терминологии это звучит как «рекомендации об ответственности») является установление факта, можно ли в результате наших изысканий возбудить дело против одного или более лиц. Существует ли дело против кого-либо или нет •— не вопрос терминологии. Это предполагает правовую ответственность. Я считаю, что против указанных лиц не может быть возбуждено уголовное дело по следующим причинам:

(1)	в настоящее время никого, за исключением Лазаря Кагановича, нет в живых;

(2)	только Советский Союз должен решать, возбуждать ли дело
в рамках конвенции по геноциду;

(3)	подобное предъявление обвинения должно принимать в расчёт положения, выдвигаемые защитой, из которых самым важным, очевидно, является тот факт, что обращение к Конвенции по геноциду означало бы обращение к тому историческому моменту в европейской истории, когда ни одно европейское или
американское государство не проявило желания вмешаться с целью оказания содействия жертвам голода даже из чисто человеческих побуждений и тем более путём насильственного
вторжения, подобного тому, что сокрушило Оттоманскую империю" 

## Итоги деятельности Комиссии и современность
Многие из указанных в итоговом отчёте комиссии фактов, цифр и обобщений стали основой для дальнейших работ отдельной категории историков, занимающихся событиями 1932—1933 года на Украине.
На фактологической основе были созданы учебники для средних школ.
Новый толчок в их использовании пришёлся на избрание Президентом Украины В. А. Ющенко. Они стали основой для принятия Украинским Парламентом «Закона про голодомор 1932-33 годов на Украине» в 2006 году. uk:Закон про Голодомор 1932–1933 років в Україні
Факты, изложенные в итоговом отчёте Комиссии, использовались при принятии решений относительно голода 1932 — 1933 годов в ряде стран признавших и/или осудивших его как геноцид.